# Prêmio de Ciências Hector
O Prêmio de Ciências Hector é concedido anualmente desde 2009 pela Fundação Hector II do casal Hans-Werner Hector e Josephine Hector, com o valor monetário de 150.000 €. O prêmio condecora professores de universidades da Alemanha e institutos de pesquisa das área de ciência, tecnologia, engenharia e matemática.

## Recipientes
- 2009 Peter Gumbsch, Doris Wedlich, Martin Wegener
- 2010 Thomas Elbert, Manfred M. Kappes, Franz Nestmann
- 2011 Stephen K. Hashmi, Jürg Leuthold, Jens Timmer
- 2012 Axel Meyer, Nikolaus Pfanner, Hilbert von Löhneysen
- 2013 Immanuel Bloch, Günter Matthias Ziegler, Eberhart Zrenner
- 2014 Antje Boetius, Christoph Klein, Karl Leo
- 2015 Eva Grebel, Thomas Lengauer
- 2016 Peter Hegemann[2]